# Nella morsa delle rotaie
Nella morsa delle rotaie (Danger Lights) è un film del 1930 diretto da George B. Seitz. Di genere avventuroso, il film è interpretato da Louis Wolheim, Robert Armstrong e Jean Arthur.

## Trama
Una grossa frana fa saltare tutti i collegamenti ferroviari tra Chicago, Milwaukee e la linea del Pacifico. Il sovrintendente Dan Thorn si trova a gestire una situazione catastrofica alla quale cerca di porre rimedio impiegando nei lavori anche una squadra di vagabondi che avevano trovato rifugio in un vagone ferroviario. Tra questi, si trova anche Larry Doyle, un ex ingegnere della ferrovia che era stato licenziato per insubordinazione e che adesso si rifiuta di lavorare per Dan. Dopo aver trovato un accordo con lui, Dan gli trova un lavoro come vigile del fuoco. Il sovrintendente, che è innamorato di Mary, la figlia di un ferroviere in pensione, chiede alla ragazza di sposarlo. Lei, anche se non è innamorata, accetta di fidanzarsi con lui, in gran parte per la gratitudine che prova verso Dan per come si è comportato nei confronti di suo padre. Un giorno, in visita alla linea ferroviaria, Mary incontra Larry. I due si innamorano ma lei, per lealtà, rifiuta di rompere il fidanzamento. Alla vigilia del matrimonio, Dan è costretto ad assentarsi per un ultimo lavoro. Mary, in lacrime, torna a casa per prepararsi alle nozze. Ma viene seguita da Larry che riesce a convincerla a fuggire con lui. Sotto la pioggia battente, i due stanno seguendo i binari del treno quando il piede di Larry resta intrappolato in uno scambio. Dan, che ha scoperto la fuga dei due, si accorge del pericolo che sta correndo il suo rivale, impossibilitato a muoversi mentre sta arrivando un treno. L'uomo riesce a sbloccare lo scambio ma non ce la fa a scansare il treno che lo colpisce, gettandolo a terra. Quando il medico che lo visita dichiara che il trauma cranico subito porterà a morte certa entro poche ore il ferito, a meno che questi non riesca ad essere operato in un ospedale specialistico di Chicago, Larry - con a bordo Dan - si mette alla guida di un treno infrangendo ogni limite di velocità per giungere in tempo a Chicago.
Sono passate alcune settimane: Dan si è rimesso. Dopo aver benedetto l'unione di Mary e Larry, rimasti sempre al suo fianco durante la lunga degenza in ospedale, decide di tornare al suo lavoro, la sua vera passione di vita.

## Produzione
Le riprese del film, prodotto dalla Radio Pictures e girato in gran parte a Miles City, nel Montana, ebbero inizio nei primi giorni del maggio 1930.

### Musiche
Nella colonna sonora del film sono presenti My DreamMemory e With You With Me, due canzoni di Oscar Levant (musica) e Sdney Clare (parole).

## Distribuzione
Il copyright del film, richiesto dalla RKO Productions, Inc., fu registrato il 5 dicembre 1930 con il numero LP1786.
Distribuito dalla RKO Radio Pictures, il film uscì nelle sale cinematografiche USA il 21 agosto 1930. Nel Regno Unito, venne presentato alla stampa con una proiezione tenuta a Londra il 22 ottobre 1930 per poi uscire nelle sale britanniche l'11 maggio 1931; il film era già stato distribuito il 9 gennaio anche in Irlanda. Nello stesso anno, fu distribuito in Danimarca (24 agosto, come Staalets Mænd) e ad Utrecht, il 4 dicembre, mentre nel resto dei Paesi Bassi il film uscì il 3 giugno 1932 e, in Portogallo, come Sinais de Alarme, il 9 ottobre 1933.